# 5850 Masaharu
5850 Masaharu eller 1990 XM är en asteroid i huvudbältet som upptäcktes den 8 december 1990 av de båda japanska astronomerna Kazuro Watanabe och Kin Endate vid Kitami-observatoriet. Den är uppkallad efter japanen Masaharu Suzuki.
Asteroiden har en diameter på ungefär 3 kilometer.